# Concilio di Roma (595)
Il concilio di Roma fu tenuto il 5 luglio 595 nella basilica di San Pietro in Vaticano, sotto la presidenza di papa Gregorio I.

## Il concilio
Di questo concilio esistono solo i decreti, inseriti all'interno dell'epistolario di papa Gregorio Magno. Il testo ci informa che il concilio venne celebrato il 5 luglio 595, all'epoca dell'imperatore Maurizio, coram sacratissimo beati Petri apostoli corpore, ossia nei pressi della tomba di san Pietro, locuzione per indicare la basilica vaticana. Il concilio fu celebrato cum episcopis et omnibus Romanae ecclesiae presbyteris residens, adstantibus  diaconibus et cuncto clero, con i vescovi e tutti i presbiteri della Chiesa romana, alla presenza dei diaconi e di tutto il clero.
Non esistono gli atti conciliari, per cui non si conosce come esattamente si svolse la riunione. Il testo dell'epistolario informa che, alla presenza della Chiesa riunita, il pontefice lesse i decreti, che furono approvati dall'assemblea. Al termine, solo i vescovi e i presbiteri apposero la loro firma alle decisioni prese.
Dall'epistolario di Gregorio Magno, si è a conoscenza di un concilio celebrato dal pontefice nel corso del 595 per giudicare il prete Giovanni di Calcedonia e il monaco Atanasio di San Milo (Licaonia), accusati e condannati per eresia dal patriarca Giovanni IV di Costantinopoli; questi avevano fatto ricorso alla sede romana e il pontefice li aveva assolti. Non è dato sapere se fu nel concilio del 5 luglio o in un'altra riunione che Gregorio Magno prese queste decisioni.
Questo concilio ha una sua importanza nella storia della diocesi di Roma, perché rappresenta uno dei rari casi nella vita della Chiesa romana dei primi secoli, in cui appare un elenco dei titoli cardinalizi.

## Decreti
Furono sei i decreti promulgati, che riguardano l'organizzazione e la vita interna della Chiesa romana.
Primo decreto
Era abitudine della liturgia locale romana affidare ai diaconi particolarmente dotati nel canto la lettura salmodiata di alcune parti della celebrazione eucaristica. Da qui era insorto l'abuso di consacrare diaconi solo quelli che avevano una bella voce, e poco ci si curava che avessero anche una vita irreprensibile. Il concilio decide che d'ora in avanti ai diaconi verrà affidato solo il canto del vangelo durante la messa, mentre le altre parti cantate saranno affidate ai suddiaconi, oppure, se necessario, a chierici non ordinati.
Secondo decreto
Viene fatto divieto ai laici di essere assunti per il servizio alla persona del pontefice, ufficio che d'ora in avanti deve essere affidato solo a dei chierici o a dei monaci.
Terzo decreto
Viene interdetto agli amministratori del patrimonio della Chiesa di Roma di ricorrere a procedure coercitive per costringere i debitori ad assolvere ai loro impegni; agire in questo modo equivale a difendere con la forza e non con la legalità i beni della Chiesa.
Quarto decreto
Viene abolita l'usanza da parte del popolo di ridurre a brandelli la dalmatica che ricopre il feretro dei romani pontefici defunti mentre vengono trasferiti al luogo della sepoltura, per farne reliquie, mentre si ignorano le vere reliquie dei santi e dei martiri, ai quali si deve massima reverenza.
Quinto decreto
È fatto divieto di richiedere ai vescovi e a tutti i chierici, che accedono agli ordini sacri o ricevono il pallio, alcun tipo di compenso per i servigi offerti, siano essi spirituali o amministrativi. Tuttavia, vescovi e ordinandi sono liberi di fare un'offerta.
Sesto decreto
Succede spesso che gli schiavi, di proprietà della Chiesa o dei laici, vogliano entrare in monastero; così facendo la Chiesa perderà tutti i suoi schiavi, ma, d'altro canto, se venisse loro negato l'accesso alla vita religiosa, è a Dio che verrà negato il loro servizio e le loro preghiere. Per questo, se uno schiavo chiede di entrare in un monastero, bisognerà che vivano un tempo di prova, per esaminare la loro vita passata, e solo dopo acconsentire alla loro richiesta.

## I partecipanti
Le firme conciliari indicano che, oltre a papa Gregorio, al concilio presero parte 23 vescovi, provenienti tutti dall'Italia, e 35 presbiteri della Chiesa romana. Il seguente elenco è quello riportato nell'edizione del Monumenta Germaniae Historica.

### Vescovi
- Mariniano di Ravenna
- Paolo di Nepi
- Giovanni di Sorrento
- Grazioso di Nomento
- Giovanni di Faleri
- Agnello di Terracina
- Romano di Blanda (o di Blera)
- Domenico di Centocelle
- Pelagio di Anagni
- Felice di Porto
- Giovanni di Velletri
- Candido di Bolsena[4]
- Luminoso di Ferentino
- Virbono di Tuscania
- Balbino di Roselle
- Secondino di Taormina
- Marziano di Ferento
- Omobono di Albano
- Domenico di Otricoli
- Costantino di Narni
- Fortunato di Napoli
- Anastasio di Tivoli
- Proculo di Palestrina

### Presbiteri
- Lorenzo del titolo di San Silvestro
- Giovanni del titolo di San Vitale
- Specioso del titolo di San Clemente
- Deusdedit del titolo di Santa Prassede
- Deusdedit del titolo dei Santi Giovanni e Paolo
- Andromaco del titolo dei Santi Apostoli
- Crescente del titolo di San Lorenzo
- Rustico del titolo di Santa Susanna
- Vibolo del titolo di San Marcello
- Pietro del titolo dei Santi Giulio e Callisto
- Espettato del titolo di San Vitale
- Stefano del titolo di San Marco
- Felice del titolo di San Sisto
- Pietro del titolo di Santa Balbina
- Giusto del titolo dei Santi Nereo e Achilleo
- Specioso del titolo di San Damaso
- Mauro del titolo di Santa Prisca
- Placido del titolo di Santa Sabina
- Vittore del titolo di Santa Cecilia
- Giovanni del titolo di San Crisogono
- Avenzio del titolo di Santa Prassede
- Andrea del titolo di San Marcello
- Giovanni del titolo dei Santi Giovanni e Paolo
- Agapito  del titolo degli Apostoli
- Felice del titolo di Santa Sabina
- Dono del titolo di Sant'Eusebio
- Basso del titolo di Santa Pudenziana
- Giovanni del titolo di San Silvestro
- Albino del titolo dei Santi Marcellino e Pietro
- Antonino del titolo di Santa Balbina
- Candido del titolo di San Clemente
- Romano del titolo di San Marcello
- Leone del titolo di San Damaso
- Aventino del titolo di San Ciriaco
- Fortunato del titolo dei Santi Quattro Coronati